# Cogela
Cogela (llamada oficialmente Santiago de Couxela) es una parroquia española del municipio de Ribadeo, en la provincia de Lugo, Galicia.

## Otras denominaciones
La parroquia también es conocida por el nombre de Santiago de Coxela.

## Organización territorial
La parroquia está formada por trece entidades de población, constando once de ellas en el nomenclátor del Instituto Nacional de Estadística español:
- Casais (Os Casais)
- Casanova (A Casanova)
- Cerdeiriñas (Cerdeiriñas)
- Cima de Vila
- Fornelo
- Irexe
- Maizán
- Moural
- Os Bispos
- Rego (O Rego)
- Sendín
- Venta (A Venda)
- Xunqueira (A Xunqueira)

## Demografía
| Gráfica de evolución demográfica de Cogela entre 2000 y 2023 |
|                                                              |
| Datos según el nomenclátor publicado por el INE.             |